# Maurycy Dattner
Maurycy Dattner (ur. 1850 w Andrychowie, zm. 31 października 1912 w Krakowie) – przemysłowiec, przedsiębiorca.

## Życiorys
Urodził się w 1850 w Andrychowie w rodzinie żydowskiej. Posiadał gorzelnię i browar w Brodach. W Krakowie był właścicielem kilku tartaków i współwłaścicielem firmy „Falter i Dattner tartaki parowe w Krakowie”. Współwłaściciel firmy „Falter i Dattner tartaki parowe w Krakowie”. Działał w sferach gospodarczych, zasiadając w dyrekcji instytucji finansowych i przemysłowych. Od 1885 był członkiem Izby Przemysłowo-Handlowej w Krakowie, był jej wiceprezesem, a po śmierci Alberta Mendelsburga od kwietnia 1907 do śmierci jej prezydentem. Za jego prezydentury utworzono w mieście Instytut Popierania Rękodzieł i Przemysłu oraz Izbę Rękodzielniczą. Był członkiem Rady Banku Galicyjskiego dla Handlu i Przemysłu, delegatem w Państwowej Rady Kolejowej i Państwowej Rady Przemysłowej w Wiedniu oraz członkiem kuratorii Akademii Handlowej. Pełnił funkcję wiceprezydenta kolei lokalnej Kraków–Kocmyrzów. Był też biegłym sądowym w sprawach handlu drzewem. Wspierał ideę budowy kanału Dunaj–Wisła. Od 1905 do końca życia był radnym Rady Miejskiej.
Zmarł 31 października 1912 w Krakowie wskutek karbunkułu na tle cukrzycy. Jego pogrzeb odbył się tamże 3 listopada 1912. Był żonaty miał trzy córki i dwóch synów.

## Odznaczenia
- Order Korony Żelaznej III klasy (1908)[8]
- Krzyż Kawalerski Orderu Franciszka Józefa (1898)[9]